# آنا ماریا موهه
آنا ماریا موهه (انگلیسی: Anna Maria Mühe؛ زادهٔ ۲۳ ژوئیهٔ ۱۹۸۵) یک هنرپیشه اهل آلمان است. وی از سال ۲۰۰۲ میلادی تاکنون مشغول فعالیت بوده‌است.
از فیلم‌ها یا برنامه‌های تلویزیونی که وی در آنها نقش داشته‌است می‌توان به کنتس اشاره کرد.